# Epithelantha cryptica
Epithelantha cryptica és una espècie fanerògama que pertany a la família de les cactàcies (Cactaceae). És originària de Nord-amèrica.

## Descripció
Epithelantha cryptica creix en forma globosa que amb el temps tendeix a esdevenir cilíndrica. La seva tija verda està totalment coberta per petites espines blanquinoses disposades com a raigs sobre les arèoles blanques i esponjoses. A l'àpex de la tija hi ha un plomall blanc gruixut i llarg.

## Distribució i hàbitat
Epithelantha cryptica només creix a l'estat mexicà de Coahuila de Zaragoza. En el seu hàbitat creix en turons amb pendents baixos, sobre graves barrejades amb sòls que contenen compostos orgànics i escletxes en turons i carenes. Aquests cactus es troben normalment en petits grups perquè les llavors cauen a prop. També el vent, la pluja i la vida salvatge ajuden a la dispersió de les llavors.

## Taxonomia
Epithelantha cryptica va ser descrita per Davide Donati i Carlo Zanovello i publicat a Epithelantha 55, 52–57, a l'any 2011.
Etimologia
Epithelantha: nom genèric que deriva del grec i significa "flors que surten de tubercles".
cryptica: epítet grec que vol dir "amagat, secret, cobert".